# صالح بريشا
صالح رام بريشا (بالألبانية: Sali Ram Berisha‏) (بالألبانية: Sali Ram Berisha) (ولد 15 أكتوبر 1944) هو طبيب قلب وسياسي ألباني شغل منصب الرئيس الثاني لجمهورية ألبانيا من عام 1992 إلى 1997 ورئيس الوزراء من عام 2005 إلى 2013. وكان أيضا زعيم الحزب الديمقراطي لألبانيا مرتين، من عام 1991 إلى عام 1992 ثم مرة أخرى من عام 1997 إلى عام 2013. وحتى الآن، فإن بيريشا هي أطول زعيم للبلاد منتخب ديمقراطيا، وهو الرئيس الوحيد لألبانيا الذي انتخب لولاية ثانية.
كان بريشا سكرتيرا سابقا للجنة حزب العمل في كلية الطب في جامعة تيرانا، تخلى عن مهنته كأخصائي في أمراض القلب وأستاذ جامعي ليصبح زعيم الحزب الديمقراطي في التسعينات. شغل منصب رئيس ألبانيا بعد سقوط الشيوعية عام 1992 حتى انهارت حكومته في عام 1997 في أعقاب انهيار مخططات التسويق الهرمي سيئة السمعة. وحكم ألبانيا الحزب الاشتراكي لولايتين في الفترة من عام 1997 إلى عام 2005، بينما ظل بريشا في المعارضة.
فاز الحزب الديمقراطي في الانتخابات العامة في عام 2005، وأصبح رئيس الوزراء بعد تشكيل ائتلافه الحكومة الجديدة. في عام 2009، أعيد انتخابه رئيسا للوزراء، بعد أن نال الديمقراطيون انتصارا متقاربا في الانتخابات العامة، ولكنهم أجبروا على دخول ائتلاف مع الحركة الاشتراكية من أجل التكامل (LSI) عندما لم يظفروا بمقاعد كافية للمرة الأولى منذ بداية الديمقراطية متعددة الأحزاب في عام 1991. في انتخابات عام 2013، تمت إزاحة حكومته على يد ائتلاف بقيادة الحزب الاشتراكي والحركة الاشتراكية. بعد الخسارة استقال من منصبه كرئيس للحزب الديمقراطي لكنه لا يزال عضوا في البرلمان في عام 2017.

## روابط خارجية
- صالح بريشا على موقع الموسوعة البريطانية (الإنجليزية)
- صالح بريشا على موقع مونزينجر (الألمانية)
- صالح بريشا على موقع إن إن دي بي (الإنجليزية)